# Decápolis

Situación de las diez ciudades que formaron la Decápolis (en color negro)

La Decápolis  fue un grupo de diez ciudades de la frontera oriental del Imperio romano, en el sureste del Levante mediterráneo. Estas ciudades se agruparon debido a su idioma, cultura, situación y estatus político, aunque cada una funcionaba como una ciudad-Estado autónoma y nunca se organizaron en una única unidad política. A veces se las describe como una liga.
Fue el centro de la cultura grecorromana en una región poblada desde antiguo por pueblos de lenguas semíticas (nabateos, arameos, judíos). En tiempos del emperador Trajano, estuvieron repartidas entre las provincias de Siria y de la Arabia Pétrea; tras una reorganización posterior del territorio, estuvieron entre Siria y Palestina Segunda.
En la actualidad, la mayor parte de la Decápolis se encuentra en la actual Jordania, excepto Damasco (situada en Siria) e Hipos y Escitópolis (en Israel).

## Ciudades
Los nombres de las diez ciudades se conocen gracias a Plinio el Viejo. Eran las siguientes:
1. Canatá (Qanawat) en Siria.
2. Capitolias o Dión (Beit Ras) en Jordania.
3. Damasco, la capital de Siria.
4. Escitópolis (Beit She'an), en Israel, la única ciudad al oeste del río Jordán.
5. Filadelfia, hoy en día Amán, la capital de Jordania.
6. Gádara (Umm Qais), en Jordania.
7. Gerasa (Jerash), en Jordania.
8. Hippos (Hippus o Sussita), en Israel.
9. Pela, hoy llamada Tabaqat Fahl, en Jordania al este de Irbid.
10. Ráfana (Abila) en Jordania.